# Estrées-lès-Crécy
 Estrées-lès-Crécy  es una población y comuna francesa, en la región de Picardía, departamento de Somme, en el distrito de Abbeville y cantón de Crécy-en-Ponthieu.

## Demografía
| 444 | 406 | 380 | 358 | 353 | 362 |
| Para los censos de 1962 a 1999 la población legal corresponde a la población sin duplicidades (Fuente: INSEE [Consultar]) |     |     |     |     |     |